# 天台県

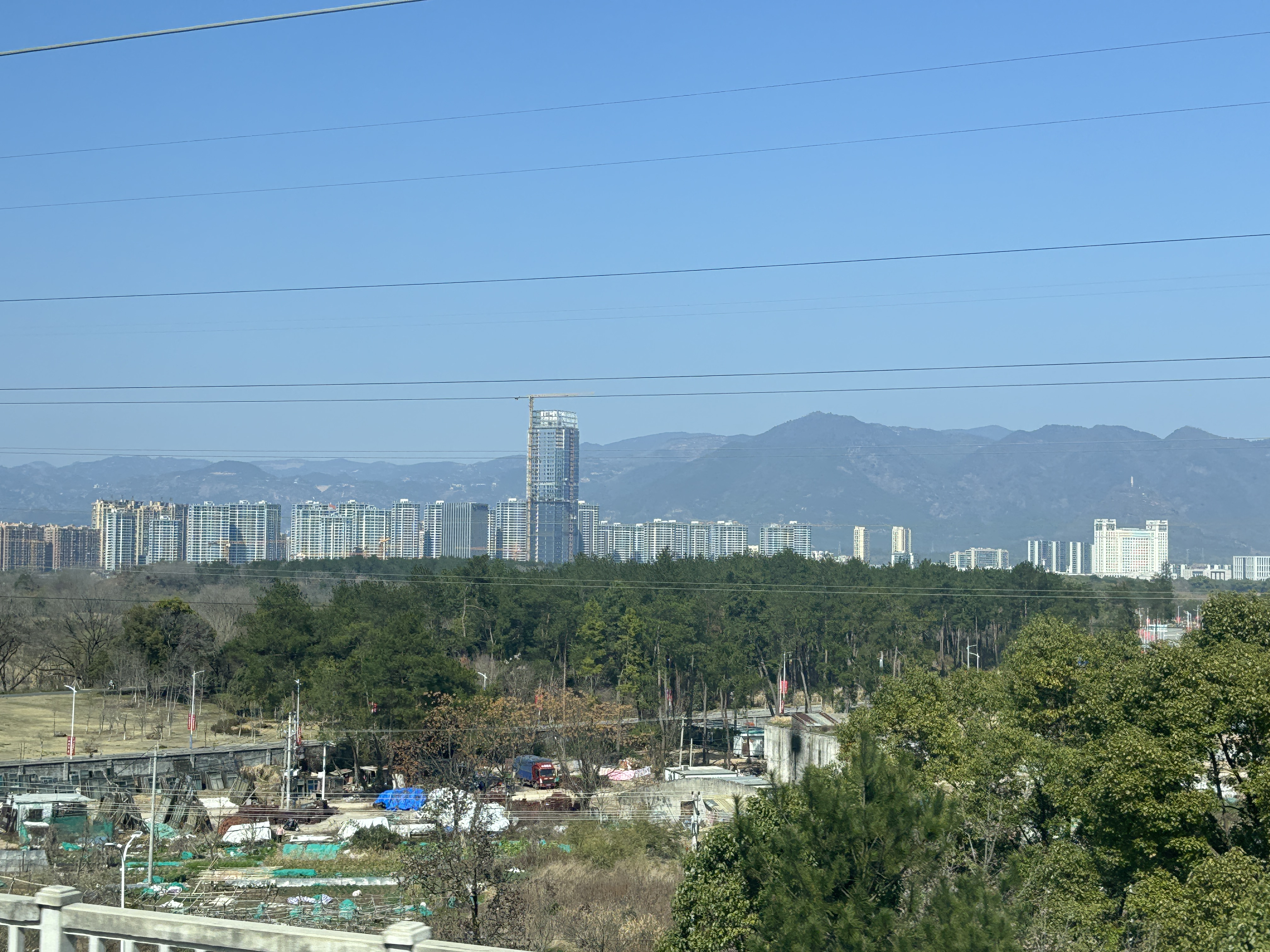
市街地の遠景

天台県（てんだい-けん）は中華人民共和国浙江省に位置する省直轄の県であり、しばらくの間、台州市の代理管轄下に置かれている。

## 歴史
三国時代の黄龍年間（222年-231年）、呉により会稽郡章安県の一部に始平県が設置された。これが天台県の始まりである。
280年（太康元年）、西晋は始豊県と改称した。347年（永和3年）、東晋は県南に新たに楽安県を設置している。
南北朝時代の斉の時代に始豊県は始平県と改称された。
陳により再び始豊県とされた始平地区は、隋の時代になった589年（開皇9年）に臨海県に統合され消滅するが、唐の時代となった621年（武徳4年）に始豊県が再び設置され、761年（上元2年）に唐興県と改称されている。
五代十国時代になると呉越の勢力下に置かれ、唐興県、天台県、始豊県、台興県と改称された。北宋の960年（建隆元年）に天台県と改称され現在に沿襲されている。

## 行政区画
- 街道：赤城街道、始豊街道、福渓街道
- 鎮：白鶴鎮、石樑鎮、街頭鎮、平橋鎮、坦頭鎮、三合鎮、洪疇鎮
- 郷：三州郷、竜渓郷、雷峰郷、南屏郷、泳渓郷

## 名所
- 天台山 - 中国天台宗の総本山の国清寺がある。
- 済公故居 - 天台県は済公の出身地とされ、済公の家があったとされる場所に2004年に記念館が作られた。

## 出身者
- 張伯端 - 北宋の道士。
- 趙汝适 - 南宋の官僚。『諸蕃志』の著者。
- ギョルギョン - 歌手、女優。